# 하늘의 붉은 태양
《하늘의 붉은 태양(天上太陽紅彤彤)》은 중국공산당의 초대 주석 마오쩌둥을 찬양하는 노래이다. 2021년 서양의 온라인 커뮤니티 등에서 큰 인기를 끌었다.

## 역사
작사자는 쉬원장(许文章), 작곡자는 쑹양(宋扬)으로, 장시성의 민요 《차 따기 노래(採茶謠)》를 각색한 곡이다. 1949년 후난성이 평화적으로 해방되었을 때, 쑹양은 또 다른 음악가 이양과 함께 창사에서 《하늘의 붉은 태양》을 4성부 화성으로 각색했다. 당시 《하늘의 태양은 붉다》는 이미 널리 퍼진 상태였다.1974년 5월 출간된 《종전신곡(戰地新歌)》 제 3집, 1991년 발간된 마오쩌둥 찬송가 모음집 《붉은 태양-마오쩌둥 송가 새 리듬 합창(紅太陽——毛澤東頌歌新節奏聯唱)》에 해당 곡이 수록되어 있다. 가수 후옌빈(胡彥斌)이 이 곡을 리메이크해 2009년 발매한 앨범 《홍가(紅歌)》에 수록한 바 있다.

## 인터넷 밈
2021년 서양의 온라인 커뮤니티에서 예상치 못한 인기를 끌며 인터넷 밈이 되었다. 네티즌들은 이 곡을 곰돌이 푸, 중국 사회 신용 제도와 같은 중화인민공화국과 관련된 다른 밈들과 함께 사용했으며, 이러한 행위는 중국 공산당에 대한 풍자로 간주되었다.